# Yens Wahlgren

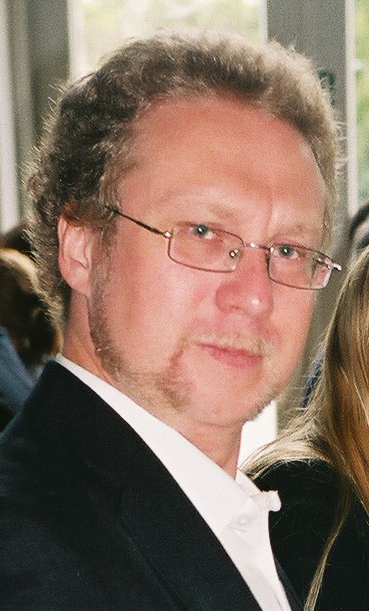
Yens Wahlgren april 2007.

Yens Stefan Wahlgren, född den 25 februari 1968, är en svensk journalist, författare och klingonist.
Yens Wahlgren var 1995–1997 redaktör för kårtidningen Lundagård och har senare arbetat vid bland annat Sydsvenska Dagbladet och Östgöta Correspondenten. Han är sedan 2008 anställd som webbredaktör vid Lunds Tekniska Högskola.
Wahlgren har skrivit Liftarens parlör till galaxen - en berättelse om 101 språk som egentligen inte finns, som handlar om fiktiva språk i litteratur och film . Han har också skrivit en uppmärksammad kandidatuppsats i sociologi om det konstgjorda språket klingonska  och har översatt ett antal ungdomsböcker anknutna till filmserien om Stjärnornas krig.